# Josef Ackermann
Josef Meinrad Ackermann (ur. 7 lutego 1948 w Walenstadt) – szwajcarski ekonomista i menedżer. Od 22 maja 2002 był członkiem zarządu (Vorstandssprecher), a od 2006 do 2012 prezesem zarządu Deutsche Bank AG.

## Wykształcenie
Po maturze Ackermann studiował ekonomię i nauki społeczne na Uniwersytecie w Sankt Gallen. Studia ukończył w 1973 na kierunku bankowość i pracował następnie jako asystent naukowy zespołu badawczego ds. ekonomii tegoż uniwersytetu. W 1977 uzyskał stopień doktora nauk ekonomicznych pracą o wpływie pieniądza na sytuację gospodarczą.